# Осада Руана (1591)
Осада Руана — осада нормандского города Руан в 1591 — 1592 годах в рамках Восьмой (и последней) Религиозной войны во Франции («Войны трёх Генрихов») и Англо-испанской войны (1585—1604), когда французская королевская армия под командованием Генриха IV тщетно пыталась захватить город у Католической лиги.
Несмотря на официальное вступление на трон в 1589 году, гугенот Генрих IV не был признан многими из его католических подданных и был вынужден бороться против Католической лиги, которая была поддержана Испанией.
В Руане объединённые французские, английские и голландские войска Генриха IV сражались против войск Католической лиги под командованием Андре де Бранкаса, синьора де Виллар, а также испанских сил во главе с доном Фарнезе, герцогом Пармским. Город сопротивлялся до прихода испанских войск, которые вынудили протестантские силы снять осаду и отступить.